# Bahía Blanca

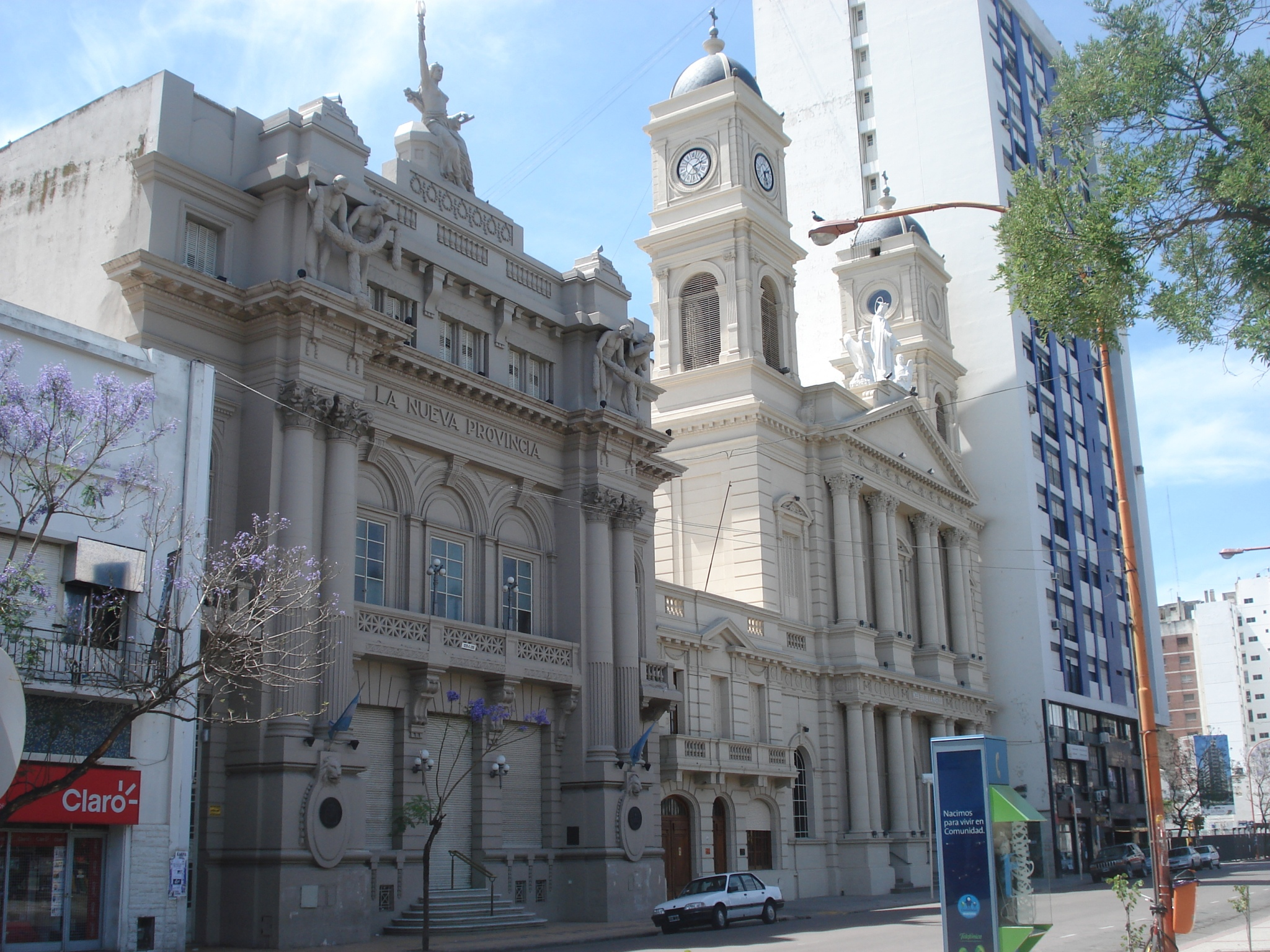
Kathedrale in Bahía Blanca

Bahía Blanca ist die Hauptstadt des gleichnamigen Partido Bahía Blanca im östlichen Argentinien. Sie liegt im Süden der Provinz Buenos Aires am Atlantik und hat etwa 335.000 Einwohner.
Der Name bedeutet Weiße Bucht, namensgebend dafür war der Anblick der ausgedehnten, „weißen“ Sandfläche während der Ebbe in dem hier sehr flachen Küsteneinschnitt.

## Geographie
Bahía Blanca befindet sich im Süden der Provinz Buenos Aires, rund 600 Kilometer südwestlich der Hauptstadt Buenos Aires und ungefähr ebensoweit von der Provinzhauptstadt La Plata entfernt. Die Stadt liegt am südwestlichen Ende der Pampa húmeda (feuchten Pampa), die Landschaft geht hier in die trockene Pampa im Westen und in die patagonische Monte-Landschaft im Süden über. Etwa 70 Kilometer nördlich der Stadt liegt das Mittelgebirge der Sierra de la Ventana, dessen Ausläufer sich bis in den hügeligen Norden des Stadtgebiets hinziehen. Das Klima ist ozeanisch und warmgemäßigt, mit sehr warmen Sommern, kühlen Wintern und einer mittleren Niederschlagsrate (712 mm im Jahr).
|                       | Jan  | Feb  | Mär  | Apr  | Mai  | Jun  | Jul  | Aug  | Sep  | Okt  | Nov  | Dez  |   |      |
| Mittl. Tagesmax. (°C) | 31,4 | 29,9 | 26,4 | 21,6 | 16,7 | 13,0 | 13,2 | 15,2 | 18,3 | 21,8 | 26,4 | 30,1 | ⌀ | 22   |
| Mittl. Tagesmin. (°C) | 17,2 | 15,7 | 13,9 | 10,4 | 6,7  | 3,9  | 3,6  | 4,3  | 6,7  | 9,1  | 12,4 | 15,4 | ⌀ | 9,9  |
|                       |      |      |      |      |      |      |      |      |      |      |      |      |   |      |
| Niederschlag (mm)     | 54   | 70   | 88   | 60   | 34   | 35   | 29   | 20   | 44   | 60   | 62   | 70   | Σ | 626  |
|                       |      |      |      |      |      |      |      |      |      |      |      |      |   |      |
| Sonnenstunden (h/d)   | 8,8  | 9,0  | 7,5  | 6,1  | 4,6  | 4,2  | 4,0  | 5,5  | 5,7  | 6,9  | 7,9  | 8,3  | ⌀ | 6,5  |
|                       |      |      |      |      |      |      |      |      |      |      |      |      |   |      |
| Regentage (d)         | 5    | 5    | 7    | 5    | 5    | 4    | 4    | 4    | 6    | 7    | 6    | 6    | Σ | 64   |
|                       |      |      |      |      |      |      |      |      |      |      |      |      |   |      |
| Wassertemperatur (°C) | 18   | 19   | 18   | 16   | 14   | 11   | 11   | 11   | 11   | 12   | 14   | 15   | ⌀ | 14,1 |
|                       |      |      |      |      |      |      |      |      |      |      |      |      |   |      |
| Luftfeuchtigkeit (%)  | 54   | 59   | 65   | 70   | 75   | 75   | 74   | 68   | 65   | 65   | 59   | 53   | ⌀ | 65,2 |

| 17,2 |

| 15,7 |

| 13,9 |

| 10,4 |

| 6,7 |

| 3,9 |

| 3,6 |

| 4,3 |

| 6,7 |

| 9,1 |

| 12,4 |

| 15,4 |

| 17,2 |

| 15,7 |

| 13,9 |

| 10,4 |

| 6,7 |

| 3,9 |

| 3,6 |

| 4,3 |

| 6,7 |

| 9,1 |

| 12,4 |

| 15,4 |

## Geschichte
Bahía Blanca entwickelte sich im 19. Jahrhundert langsam aus einer Siedlung heraus, die nach einer Expedition 1823 angelegt worden war. Sie blieb lange ein einsamer Außenposten, da das Territorium um sie herum zum größten Teil noch von Ureinwohner beherrscht war. 1831 war die Stadt Zwischenstopp auf Charles Darwins Reise mit der Beagle, die zur Entwicklung der Evolutionstheorie führte. 1869 zählte die Stadt 2.000 Einwohner. In den Folgejahren entwickelte sich die Stadt zum Dienstleistungszentrum und Hafen für die umliegenden landwirtschaftlichen Betriebe. 1882 wurde eine Eisenbahnstrecke nach Buenos Aires eingeweiht, und von dort ab entwickelte sich die Stadt schnell zu einem wichtigen Exporthafen.
Um die Jahrhundertwende 1900 siedelten sich viele Einwanderer aus Europa hier an, so dass die Bevölkerungszahl schnell anwuchs. 1922 eröffnete der Bahnhof der Compagnie du Chemin de Fer de Rosario à Puerto Belgrano nach Rosario. Nach einer kurzen Phase der Stagnation ab 1940 wurde um 1960 petrochemische Industrie in Bahía Blanca angesiedelt.
Im Jahr 1934 wurde das römisch-katholische Bistum Bahía Blanca errichtet und 1957 zum Erzbistum Bahía Blanca erhoben. Die Kathedrale Nuestra Señora de la Merced de Bahía Blanca wurde zu Beginn des 20. Jahrhunderts erbaut und 1929 endgültig vollendet.
Im März 2025 führte der Klimawandel zu extremen Regenfällen und Überschwemmungen mit zunächst 16 bestätigten Toten und bis zu 100 Vermissten.

## Sehenswürdigkeiten

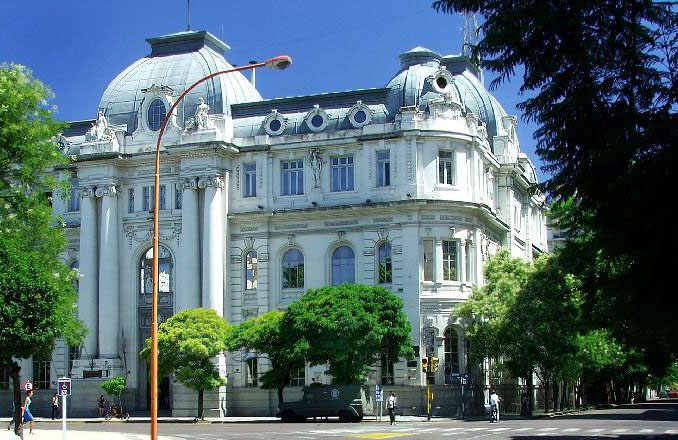
Banco Nación

In der Innenstadt finden sich mehrere Prachtbauten aus dem Zeitalter der Jahrhundertwende, die im Stil des Neoklassizismus und des Art Nouveau gehalten sind: das Theater, das Gebäude des Banco Nación, der Justizpalast und das Rathaus. Die Kathedrale ist im neokolonialen Stil gehalten.

## Wirtschaft und Verkehr
Die petrochemische Industrie, in der Bahía Blanca der führende Standort Argentiniens ist, sowie der Hafen Ingeniero White bestimmen die Wirtschaft der Stadt, obwohl ihre Bedeutung als Handelszentrum heute etwas abgenommen hat.
Durch Bahía führt die Ruta Nacional 3 von Buenos Aires in den äußersten Süden des Landes. In der Stadt beginnt auch die Ruta Nacional 22, die in den Westen Argentiniens nach Zapala führt. Daneben ist die Stadt über den Flughafen Bahía Blanca mit dem Rest des Landes verbunden.

## Bildung
In Bahía Blanca gibt es eine regionale Fakultät der Universidad Tecnológica Nacional, eine auf Ingenieurwissenschaften spezialisierte Universität Argentiniens. Die Facultad Regional Bahía Blanca (FRBB) wurde 1954 eröffnet und hat über 2000 Studenten. 1956 wurde in Bahía Blanca die Universidad Nacional del Sur (UNS) gegründet. Über 20.000 Studenten besuchen die 16 verschiedenen Fakultäten der UNS. 2008 eröffnete die Universidad Católica de la Plata einen Campus in Bahía Blanca.

## Städtepartnerschaften
Bahía Blanca ist mit folgenden Städten durch eine Partnerschaft verbunden:
| - Aschdod, Israel, seit 1996 - Cienfuegos, Kuba, seit 1997 - Fermo, Italien, seit 2000 - Chios, Griechenland, seit 1997 | - Jacksonville, USA, seit 1967 - Reus, Spanien, seit 1994 - San Isidro, Lima, Peru, seit 2016 - Talcahuano, Chile, seit 1995 |

Freundschaftliche Beziehungen bestehen zu
- Christchurch, Neuseeland
- Santos, Brasilien
- Saint-Nazaire, Frankreich

## Söhne und Töchter der Stadt
- Augusto Berto (1889–1953), Bandoneonist, Tangokomponist und Bandleader
- Juan Carlos Marambio Catán (1895–1973), Tangosänger, -dichter und -komponist und Schauspieler
- Eduardo Mallea (1903–1982), Schriftsteller und Diplomat
- Carlos Di Sarli (1903–1960), Tangomusiker
- Francisco Amor (1906–1972), Tangosänger, Komponist und Schauspieler
- Horacio Harrington (1910–1973), Geologe und Paläontologe
- Ernesto Lazzatti (1915–1988), Fußballspieler
- Héctor Rossetto (1922–2009), Schachgroßmeister
- César Milstein (1927–2002), Molekularbiologe, Nobelpreisträger
- José Borello (1929–2013), Fußballspieler
- Alfio Basile (* 1943), Fußballspieler und Fußballtrainer
- Adolfo Scilingo (* 1946), Mörder und Folterknecht der Militärdiktatur
- Carlos Soria (1949–2012), Rechtsanwalt und Politiker
- Jorge Boccanera (* 1952), Journalist und Schriftsteller
- Daniel Bertoni (* 1955), Fußballspieler
- Alicia Partnoy (* 1955), Menschenrechtsaktivistin und Schriftstellerin
- Cecilia Bouzat (* 1961), Biochemikerin und Neuropharmakologin
- Guillermo Martínez (* 1962), Schriftsteller
- Pablo Paz (* 1973), argentinischer Fußballspieler
- Emanuel Ginóbili (* 1977), Basketballspieler
- Juan Ignacio Sánchez (* 1977), Basketballspieler
- Fernando Troyansky (* 1977), Fußballspieler
- Rodrigo Palacio (* 1982), Fußballspieler
- Facundo Tello (* 1982), Fußballschiedsrichter
- Bruno Cerella (* 1986), Basketballspieler
- Guido Pella (* 1990), Tennisspieler
- Germán Pezzella (* 1991), Fußballspieler
- Lautaro Martínez (* 1997), Fußballspieler